# 萊克維爾鎮區 (北達科他州大福克斯縣)
萊克維爾鎮區（英語：Lakeville Township）是位於美國北達科他州大福克斯縣的一個鎮區。

## 地方資料
萊克維爾鎮區的面積為93.11平方千米，當中陸地面積為91.88平方千米，而水域面積為1.23平方千米。根據2020年美國人口普查的數據，當地共有人口75人，而人口密度為每平方千米0.81人。